# Allotrichoma dyna
Allotrichoma dyna är en tvåvingeart som beskrevs av Nina Krivosheina och Tadeusz Zatwarnicki 1997. Allotrichoma dyna ingår i släktet Allotrichoma och familjen vattenflugor. Inga underarter finns listade i Catalogue of Life.